# Oberea bisbimaculata
Oberea bisbimaculata là một loài bọ cánh cứng trong họ Cerambycidae.